# 片山浄見
片山 浄見（かたやま じょうけん、1949年8月5日 -）は日本の実業家、学習塾経営者。学校法人片山学園、育英センター理事長。富山県富山市出身、在住。中央競馬の馬主でもあり、勝負服の柄は白、青一文字を使用している。

## 経歴
富山市立南部中学校、富山県立富山中部高等学校卒業。1974年に青山学院大学法学部を卒業。広告代理店やコンクリート製品会社に勤務した後、1977年に学習塾「富山育英センター」を創立。2002年、チューリップテレビの社外監査役に就任。2005年には富山県内初の中高一貫校となる片山学園中学校を設立する。2009年、第56回富山新聞文化賞を受賞。

## 著書
- 『ふれあい教育が力を伸ばす-子どものやる気と自信を引き出すイキイキ学習塾の実践』 現代書林、1992年、ISBN 4876205388。
- 『平成教育維新-学習塾が問う教育のペレストロイカ』 現代書林、1994年、ISBN 4876207194。
- 『おかあさんが起こす「家庭教育」革命-子供を伸ばす“30の知恵”』 現代書林、1997年、ISBN 487620988X。
- 『夢の学校-塾のこころで創る富山県初の中高一貫校』 グローバル教育出版、2004年、ISBN 4901524895。